# Conscente
Conscente is een plaats (frazione) in de Italiaanse gemeente Cisano sul Neva.